# 鯉魚潭水庫
鯉魚潭水庫是臺灣的一座離槽水庫，位於大安溪支流景山溪下游，座落在苗栗縣三義鄉 、大湖鄉、卓蘭鎮內，集水區位於苗栗縣大湖鄉、卓蘭鎮與三義鄉，主要供應苗栗縣及臺中市的各種用水，同時具有觀光、灌溉、防洪、發電四大功能，壩高96公尺，集水面積53.45平方公里，總蓄水量1億2千6百萬立方公尺，於1992年11月完工，為苗栗縣境內最大的水庫。
現由經濟部水利署中區水資源局管理。本水庫具有全臺灣唯一的鋸齒堰溢洪道，下游並設有景山溪攔河堰（後池堰），調節水庫除公共給水外之其他放流水（含計畫中之景山電廠發電尾水），以供灌溉引水利用。
省道臺3線橫跨於水庫集水面上，但不通過壩體，是通往鯉魚潭水庫的主要道路之一。

## 鯉魚潭水庫興建始末
苗栗縣通霄苑裡兩鎮擁有大片良田，但由於水源缺乏情形嚴重，許多農地只能任其荒蕪。
於民國四十一年（1952年）台灣水利局初步規劃卓蘭離槽水庫「卓蘭水庫灌溉計畫」，計畫在豐水期自大安溪引水導入水庫儲存，補給該溪兩岸已有灌區約11,000公頃及開發通霄新灌區約四百公頃二年輪作田之用水，後經檢討該計畫難以發揮宏大效果，未做深入研究。
民國四十四年（1955年）至四十八年（1959年）間大甲溪流域開發委員會及經濟部水資源統一規劃委員會，先後辦理以達見水庫為樞紐之流域開發多目標計畫，其灌溉範圍曾涵蓋通霄新灌區，後因達見水庫計畫變更，壩高降低，灌溉範圍縮小而被刪除。經通苑地區地方人士多年不斷爭取，台灣水利局遂復於民國五十四年（1965年）十月著手辦理苗栗地區水庫興建之可能性評估，研議可增闢水源之灌溉計畫，藉以改善地區之灌溉用水。
經初步研議結果，民國五十五年（1966年），水利局為消弭大安溪流域枯水期各灌區間用水之紛爭，開發通霄一帶廣闊肥沃之丘陵地，遂成立第三規劃調查隊專責辦理鯉魚潭水庫規劃工作，並研擬大安溪水源之合理有效運用方案，積極增闢水源促進通霄新灌區之開發，並改善本區域之全面用水為鯉魚潭水庫規劃之主要目的。
於民國六十二年（1973年）間行政院院長蔣經國責台灣水利局第十公程處進一步檢討研究此一水庫興建價值與開發之可行性。鯉魚潭水庫計畫之目的為開發通霄、苑裡一帶6526公頃之土地為雙期作水稻田及解決大安溪兩岸已有灌區之缺水，並兼通霄苑裡二市街區之公共及工業用水。
計畫之初鯉魚潭水庫為一以「灌溉為主，自來水與工業用水為輔」之多目標水庫，根據民國六十三年（1974年）六月份鯉魚潭水庫規劃報告結論指出：「依計畫完成後，不獨可開發北部海洋丘陵地，對通霄苑裡一帶之已有灌區，獲得可靠之水源，使大安溪流域水源作合理有效之運用，同時對久懸之分水糾紛及通霄苑裡一帶之嚴重缺水問題。均可迎刃而解」，「通霄苑裡為臺灣海洋線交通要衝地帶，自通霄沿海及內湖島台地區一帶，為理想之工業地區，將來如能配合本計畫妥為開發，對於該區域人民生活水準之提高，促進地方經濟繁榮，當可助益良多」。此計畫於民國六十三年十一月間經台灣省政府1245次委員會審查通過，並轉呈中央政府申請專款補助。
於「苗栗縣鯉魚潭水庫工程規劃報告」，初期規劃是以通苑地區灌溉用水為主；但後來由於社會經濟結構變遷，用水型態轉變，供水標的由農業用水為主轉變為公共及工業用水為主，水利局乃重新檢討鯉魚潭水庫灌溉計畫，大安溪下游之苑裡圳、日南圳、九張犁圳等已有灌區恢復自大安溪引水，水庫僅供給枯水期之用水量，公共及工業用水供水地區由通霄苑裡兩鎮市街區擴大至台中海線縱貫鐵路以西各鄉鎮，於民國七十一年（1982年）九月專案函呈行政院，申請列入七十三年度台灣省重要經濟建設計畫補助實施，經奉行政院　孫院長運璿「72.2.2台72經字第3215號函」指示，細部規劃完成後再行報核。
民國七十三年（1984年）九月，台灣省水利局將鯉魚潭水庫工程細部計畫計畫陳報行政院經濟建設委員會審議，民國七十四年二月二十五日在於行政院簡報後，奉行政院院長俞國華指示：「水庫的建設，原則上，應使其發揮最大蓄水功能，方能獲得最大經濟效益，鯉魚潭水庫的建設，應本此原則，顧及長程發展，按最大蓄水容量來規劃。而且本水庫的供水標的，應以供給家庭及工業用水為主，灌溉為輔。」
水利局依此指示重新檢討鯉魚潭水庫灌溉計畫，鯉魚潭水庫於民國七十四年（1985年）七月起，開始進行用地取得及施工。台灣省水利局於民國七十五年（1986年）六月完成依俞國華於民國七十四年二月二十五日指示之「苗栗縣鯉魚潭水庫計畫檢討報告」，取消苑裡、日南、九張犁等三已有灌區枯水期缺水量補給計畫，惟水庫在未達計畫供水量前，為紓解已有灌區缺水之苦，計畫由水庫有價供應已有灌區按實際需要商請之水量。計畫新闢灌區範圍位於西湖溪及苑裡溪，台灣海峽至苗栗丘陵不需揚水灌溉之西坡面。
計畫經多次之修訂，新灌溉區灌溉面積由原先規劃之6526公頃縮小為4147公頃，本灌區之用水全年由水庫供應，水庫年供水量每日二十萬噸，規劃於鯉魚潭第二期工程完工後開始供應。鯉魚潭水庫計畫灌區除因交換水權理應由水庫供水之鯉魚潭圳灌區外，僅為通霄新開發灌區而已。民國七十五年十二月完成「苗栗縣鯉魚潭水庫可行性規劃總報告」。
當時通苑地方人士有感於經常缺水，強烈希望該新灌溉計畫能儘速實施，因此於民國八十六年（1997年）十二月完成「苗栗縣鯉魚潭水庫灌溉計畫規劃檢討報告」。
以下節錄報告內容：
鯉魚潭水庫新灌區（通霄苑裡）由於無可靠之灌溉水源，大部分均抽取地下水灌溉，水源缺乏情形嚴重，許多農地因而任其荒蕪，如灌溉計畫實施，除可大量減少地下水之抽取，並藉由水田灌溉涵養地下水源，減少地盤下陷及海水入侵可能帶來之災害。
計畫調查報告指出，通霄已被列為地下水管制區，局部地區嚴重超抽，水位已降至零公尺以下，不允許大量抽取地下水為灌溉補助水源，另依照灌溉水質取樣檢驗結果表示約半數地下水水樣電導度、硫酸鹽、剩餘碳酸鈉值偏高、鉛含量普遍過高、鎘含量三分之一以上水樣過高，因此僅能以水庫水源進行灌溉規劃。
“工程規劃”
1. 景山溪攔河堰
2. 灌區導水渠道(全長六公里，倒虹吸工2座，隧道2座，其他為橋梁及鋪設內面工之明渠等。
3. 通霄幹支渠(全長約30公里，倒虹吸工21座，隧道39座，渡槽2座，跌水工1座，通霄幹渠系統設置支線12條，幹渠直灌區20個，共轄106輪區，各支線總長約53公里
4. 大坪頂渠道及支線(全長4公里，主要構造物有倒虹吸工4座，隧道1座，設置支線5條，幹渠直灌區3個，共轄41輪區，總長度約22公里
5. 北岸聯絡渠(全長5.2公里，倒虹吸工1座，跌水工3座

“工程費及實施計畫”
鯉魚潭水庫灌溉工程含灌區導水渠道，通霄幹支渠，大坪頂渠道幹支渠，北岸聯絡渠道及新灌區農地重劃等工程，分四年設施完成，總投資金額約68.7億元
“計畫評價”
年成本(含鯉魚潭水庫第一二期工程灌溉應分擔之成本)為7.15億元，年效益為3.78億元，益本比為0.53
“財源籌措”
計畫所需經費比照大型灌溉系統之新建或改善更新計畫，由政府全額補助
計畫建議中提到，倘若本計畫無法實施，將原保留之每日二十萬噸水資源改為保留供應「本地區」未來新闢市鎮之公共用水或新闢工業區之用水

## 水庫建設過程
鯉魚潭水庫建設計畫分為兩期：
1. 水庫工程
由前台灣省水利局負責設計施工，主要工程有大壩、溢洪道、取出水工及後池堰等，於1985年7月開工，1992年11月完工，供應用水每日22萬公噸，另供應景山溪下游之灌溉用水。
2. 越域引水工程
由台灣電力公司負責設計施工，主要工程包括士林攔河堰、越域引水隧道及卓蘭電廠等，於1992年3月動工，2003年6月完工。本期工程將大安溪水源，自士林攔河堰引水經導水隧道，利用落差發電，尖峰功率為8萬千瓦。

鯉魚潭水庫完工後，目前每日可提供用水70萬公噸。除了提昇供水能力外，並與大甲溪流域之石岡壩聯合使用，穩定供應苗栗縣及臺中市彰化地區之用水。

## 爭議

### 通霄灌溉區引水灌溉計畫
自民國八十一年（1992年）完工至今，計畫中的通霄幹渠及大坪頂渠仍遙遙無期，時至今日，通霄農民仍處於無水可用的困境，且為通霄新灌區保留之水權，屢屢遭到挪用，卻未給予通霄居民任何補償。

### 大安大甲溪水源聯合運用輸水工程
大安大甲溪水源聯合運用輸水工程計畫內容主要包括「大甲溪輸水路」及「鯉魚潭水庫第二原水管」二項工程，總經費概估60億元。水利署表示，大台中地區用水主要倚賴大甲溪、大安溪。水利署提此案目的是為了將水源較豐沛的大甲溪、與水源較不足的大安溪聯合輸水，水利署認為有助於穩定供水系 統，預計每日可增28萬噸水。
原計畫在2008年2月提送，經四次專案小組審查於去年初審過關，但送環評大會確認時，因八八風災之曾文越域引水事件，引發各界對大安大甲案疑慮，決議退回專案小組重審，但目前環評已決定有條件通過。
雖水利署表示大安大甲案是為解決民生用水所興建，但早期開發說明中明文指出「中科用水」也包含在計畫內；後因中科三期案爭議過大，在環評會中，水利署中部水資源局改口否認大安大甲案是為中科三期用水而開發，而是「剛好這個地方有中科三期開發。」
大安大甲案計劃貫穿大安溪與大甲溪，以隧道串接鯉魚潭水庫跟石岡壩的越域引水工程，隧道總長約4.8公里，引水隧道口在石岡壩上游200公尺，鄰近有多處土石流危險溪流中的潛勢溪流及高達十個斷層與破碎帶。
因石岡壩經過斷層，九二一震災之後，因石岡壩壩體危險，是否存廢仍有待評估；此外，計畫中長達4千公尺的輸水隧道口位在車籠埔斷層的最高點，環團認為大安大甲案的開發過於危險；此外，因中科三期將使用大安大甲案水源，環團也認為這有圖利財團的嫌疑。
台灣生態學會顧問憂心，目前大甲溪基流量已嚴重不足，大安大甲案開發後再把水取走，石岡壩下游會更缺水，嚴重影響原使用大甲溪水源的農民。

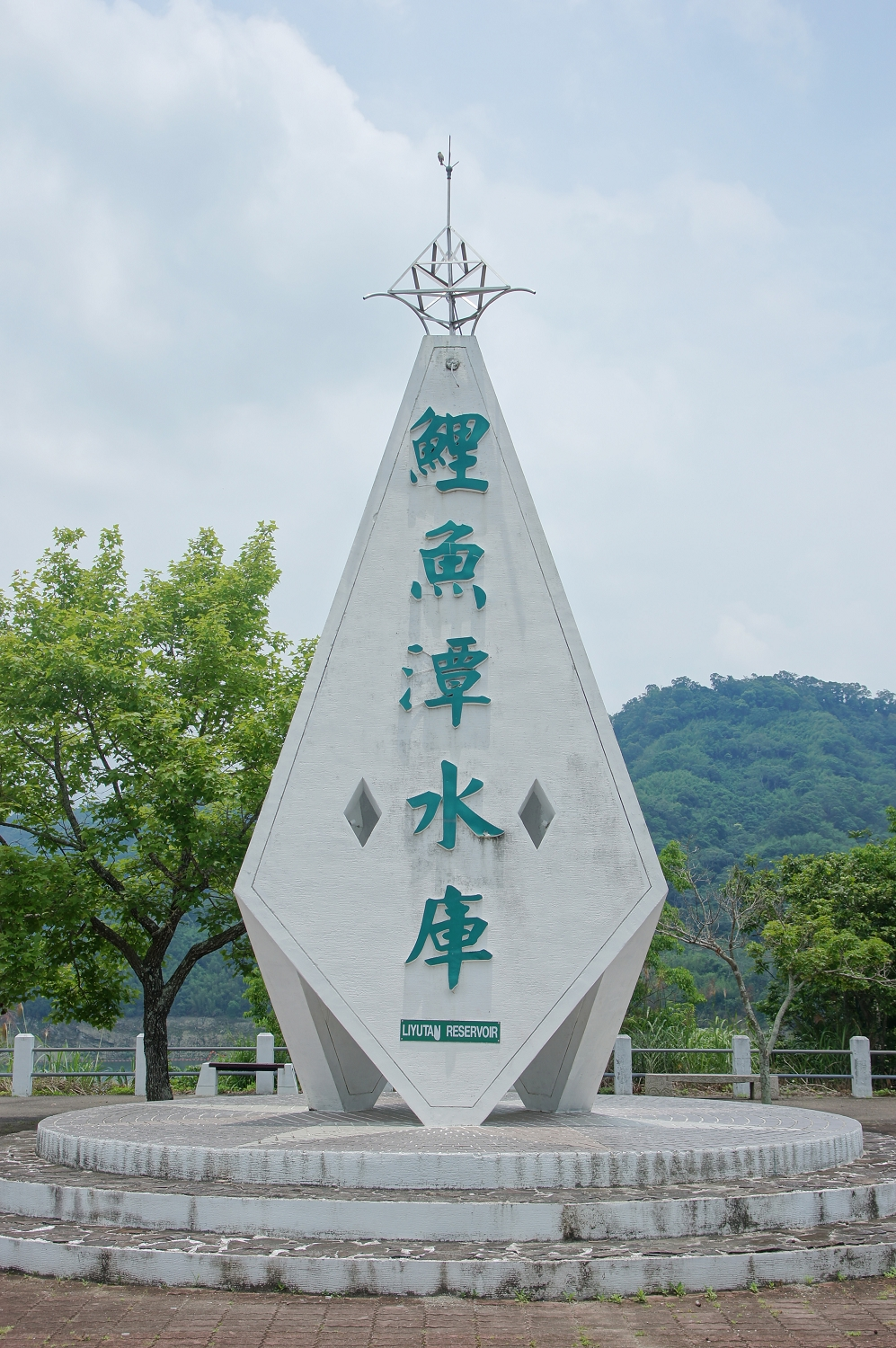
鯉魚潭水庫
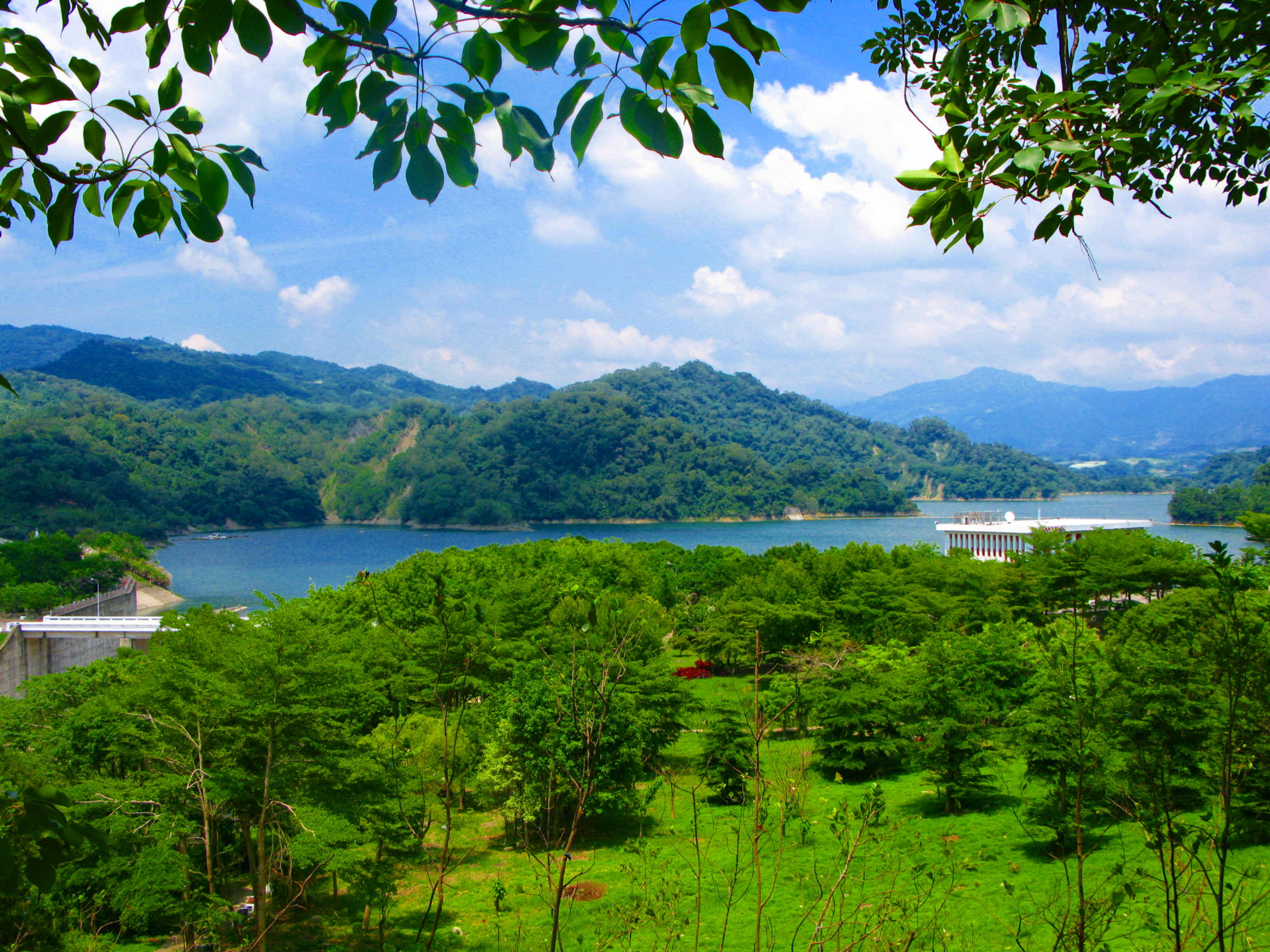
鯉魚潭水庫景觀公園
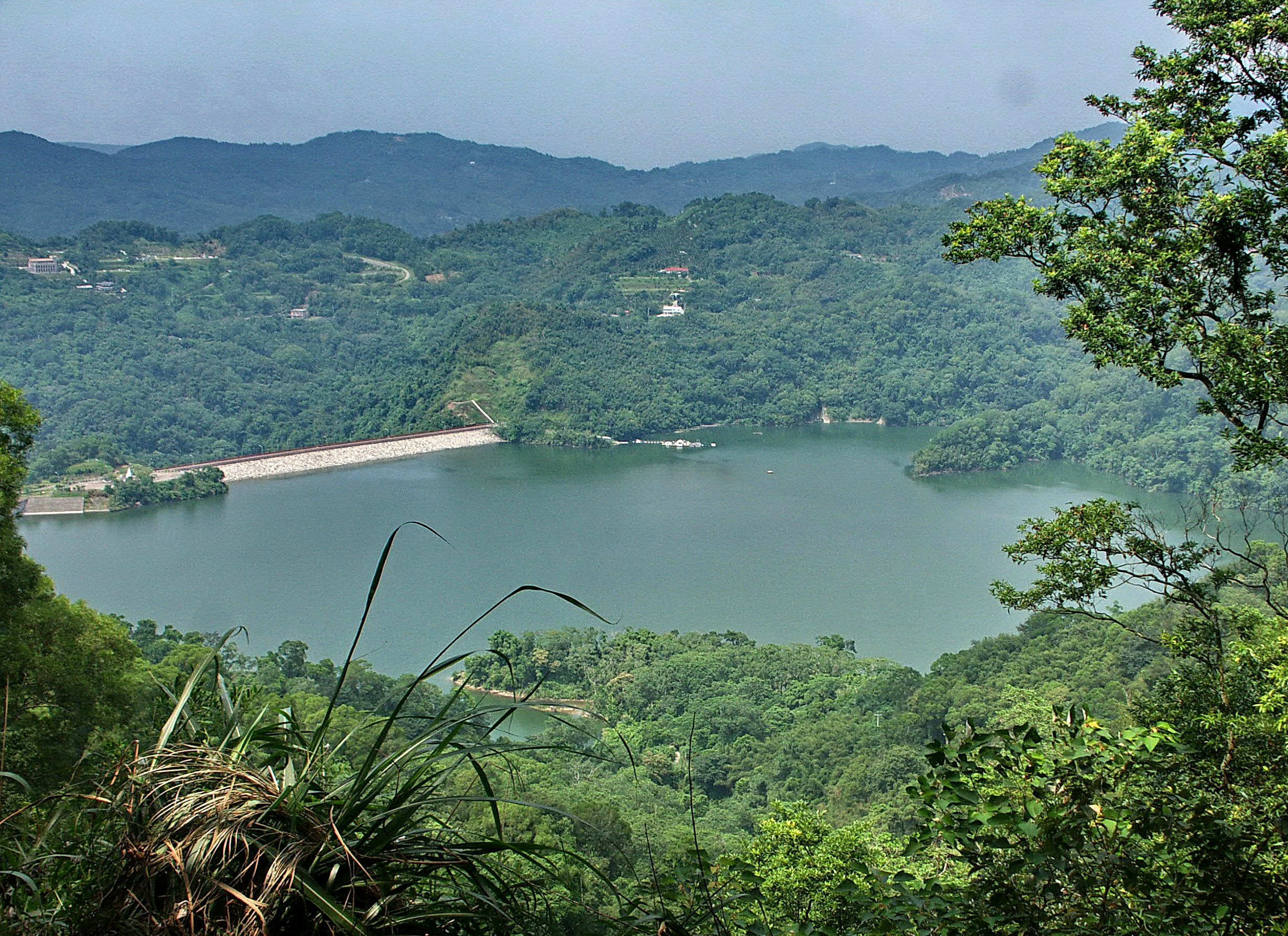
眺望鯉魚潭水庫
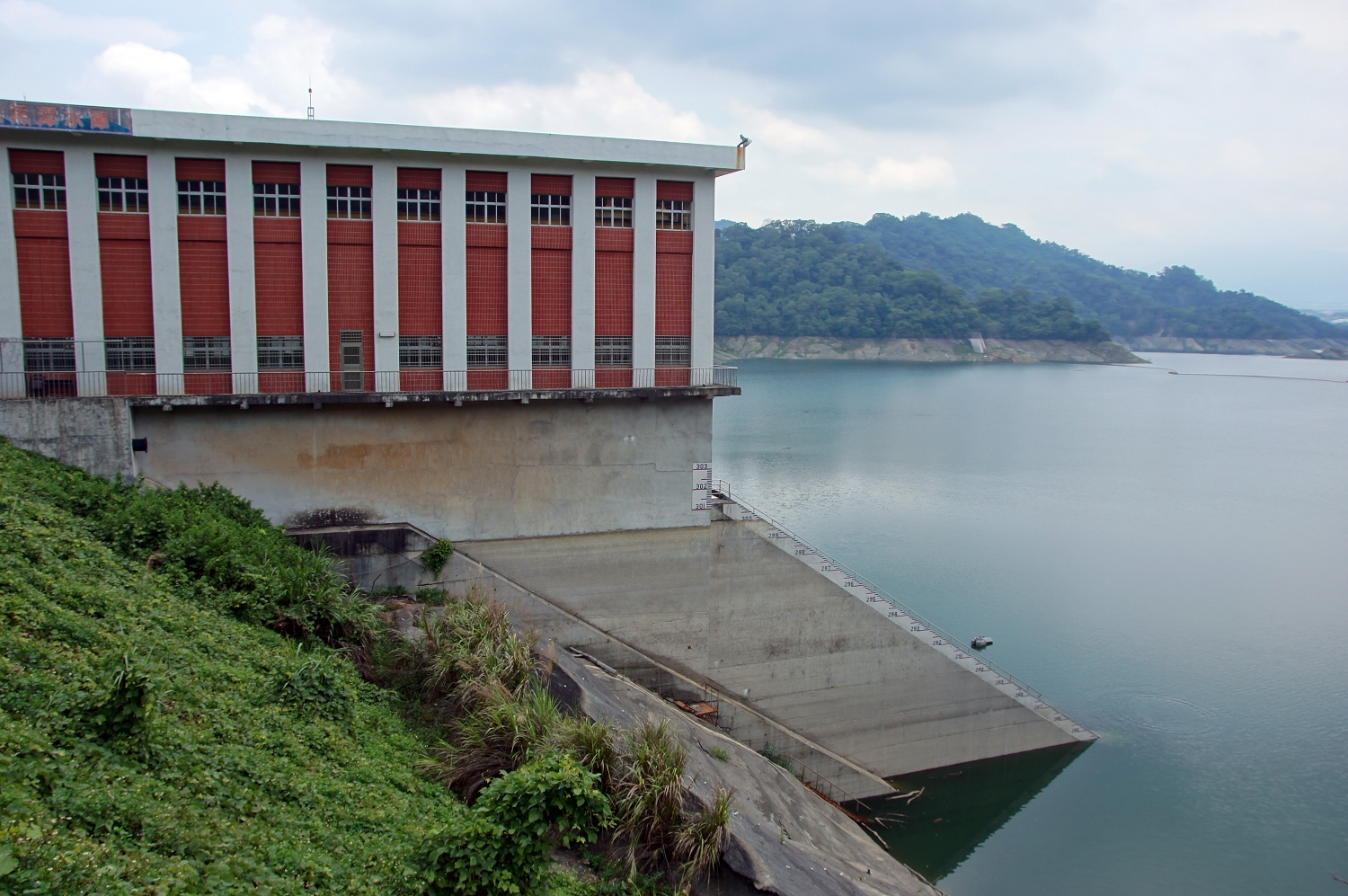
鯉魚潭水庫取水口
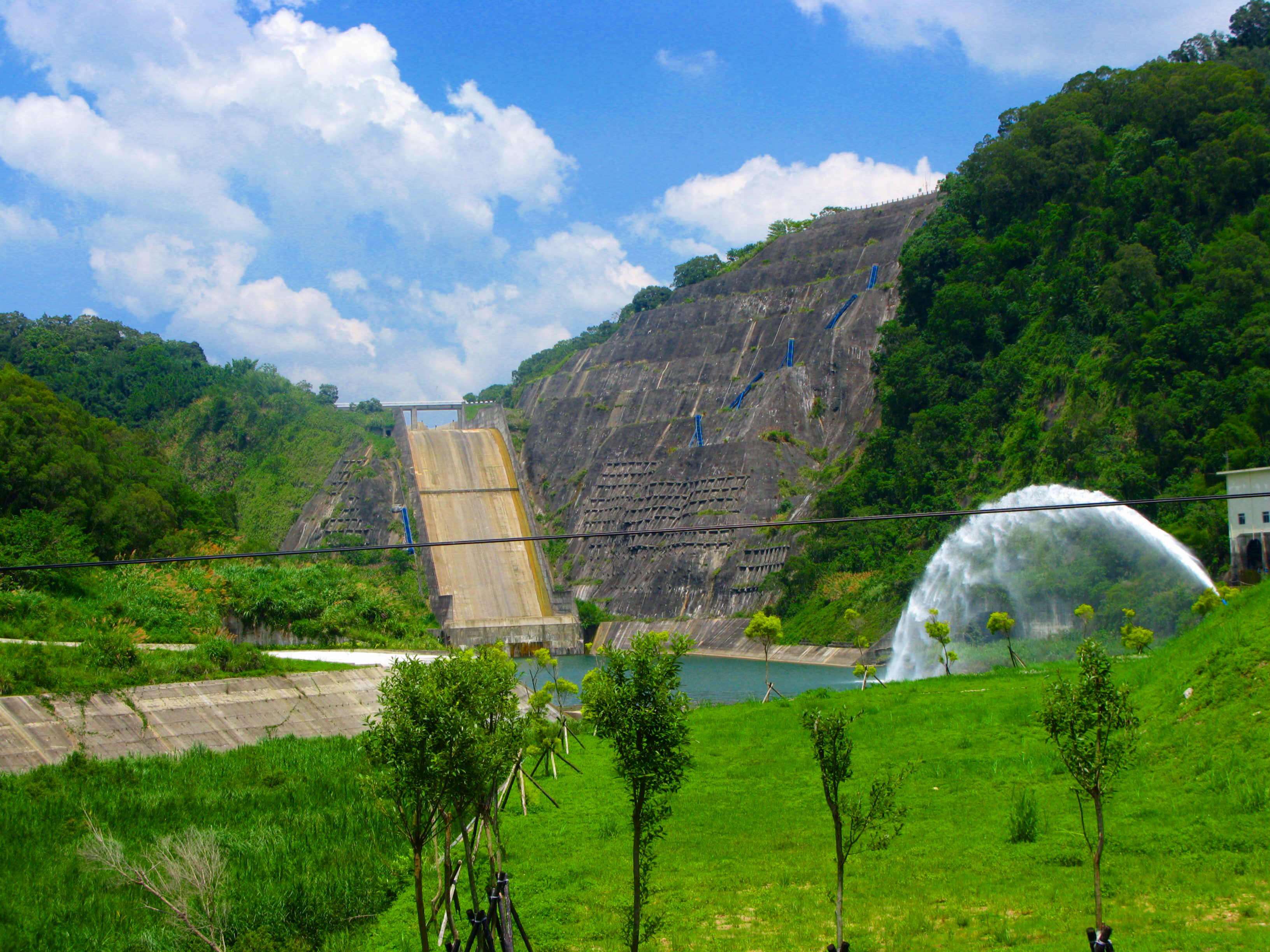
鯉魚潭水庫溢洪道滑坡
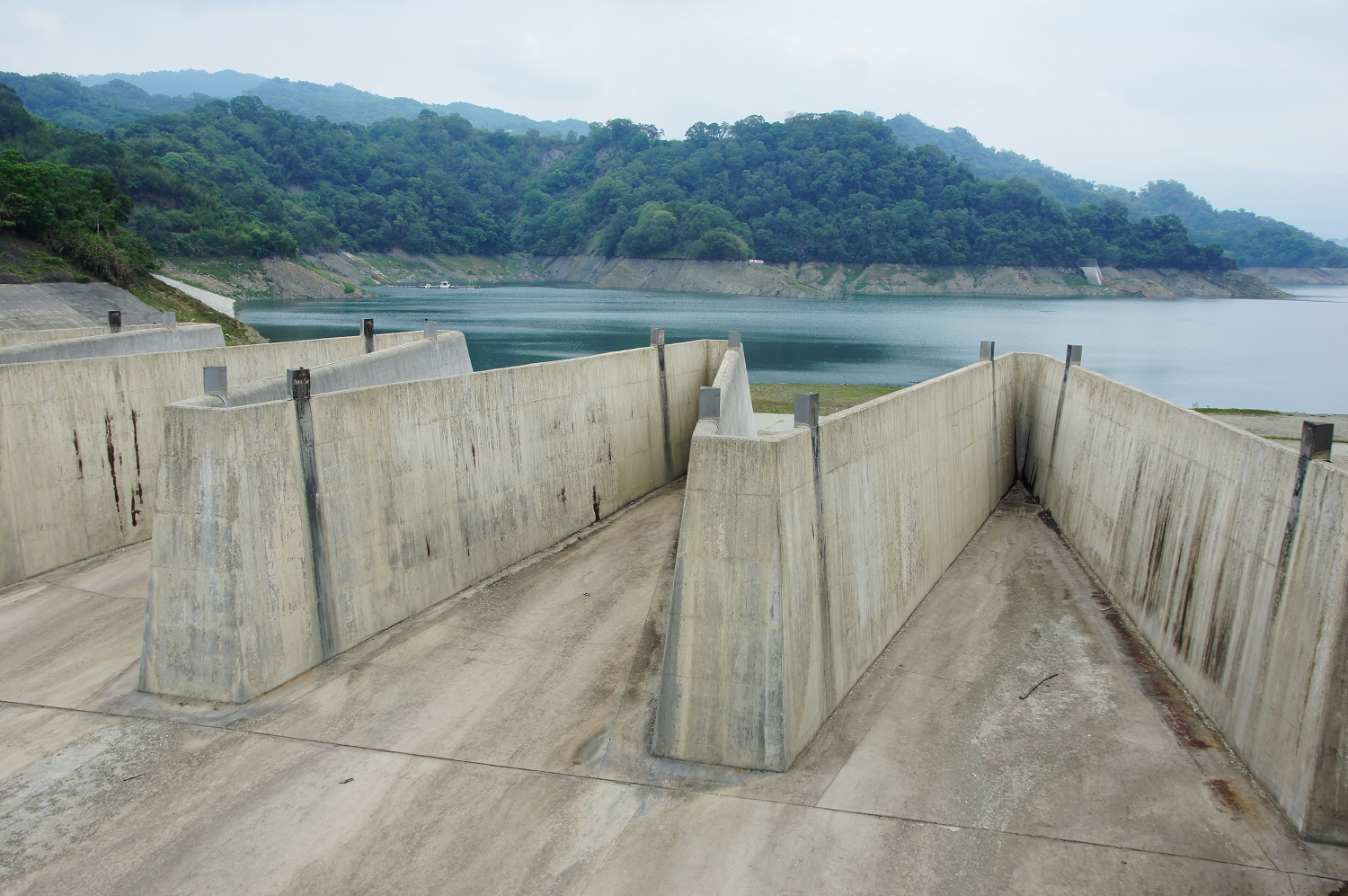
溢洪道頂端鋸齒堰
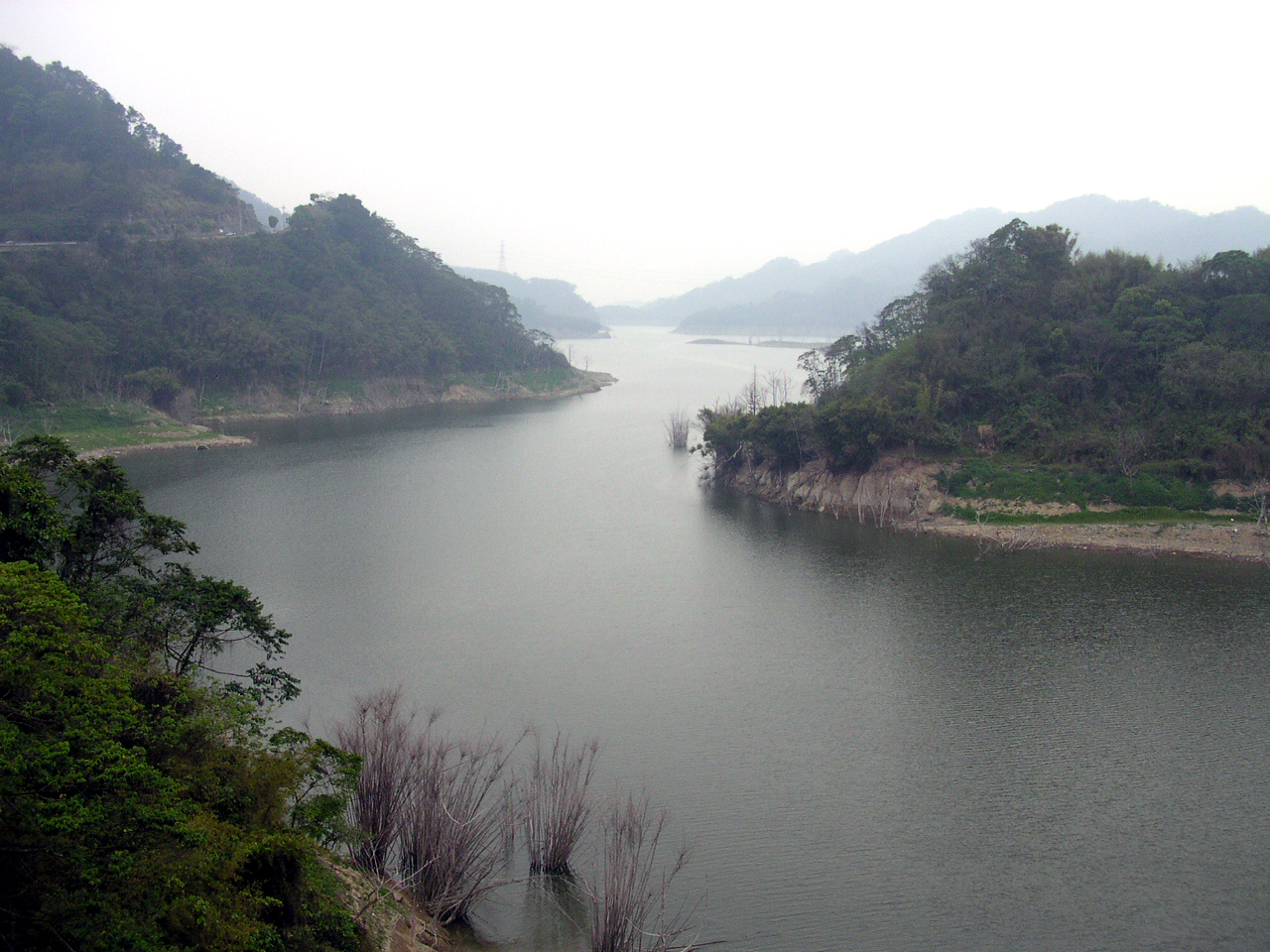
鯉魚潭水庫水體
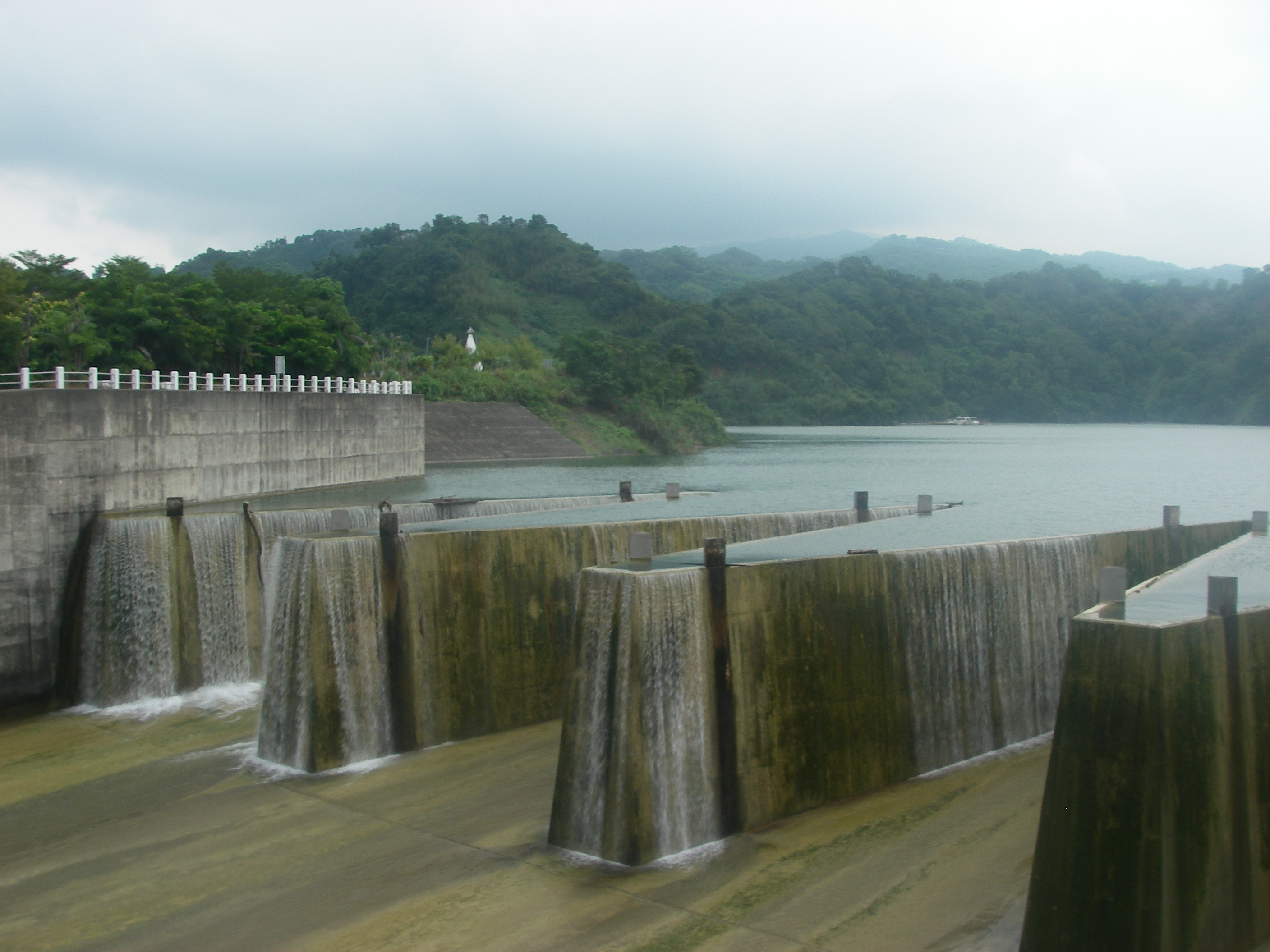
2010年8月鯉魚潭水庫洩洪
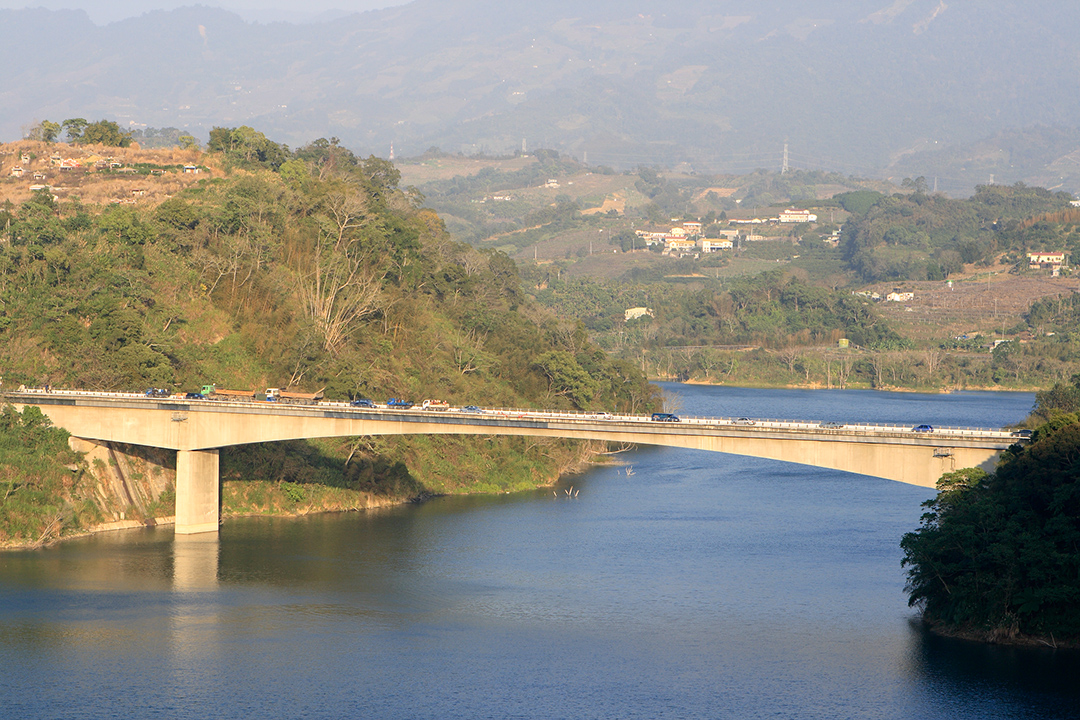
橫越鯉魚潭水庫的台3線景山橋
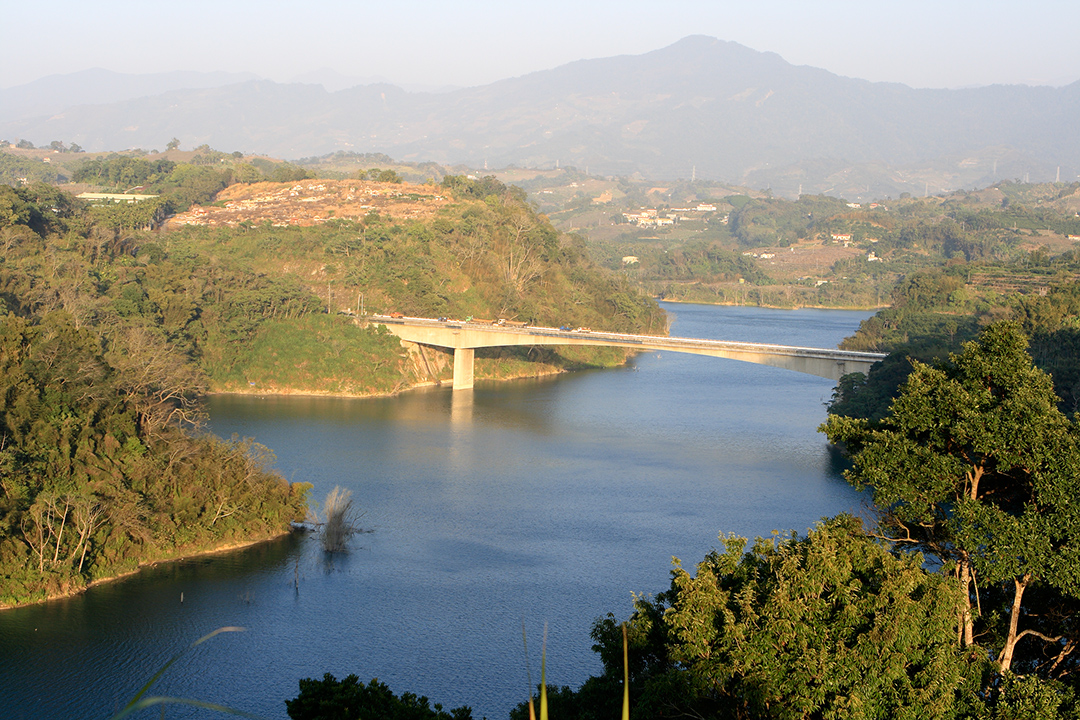
橫越鯉魚潭水庫的台3線景山橋

## 伯公壠遺址
考古學者劉益昌表示曾在1980年代前往調查，水庫庫底原本是河階地，伯公壠遺址地層因1935年新竹－台中地震而露出上萬件8000到45000年的舊石器時代網型文化的遺物，現存放於中央研究院，從未展出。

## 基本資料
- 位置：苗栗縣三義鄉
- 河系：主流大安溪，支流景山溪
- 集水面積：53.45平方公里
- 正常蓄水位：標高300公尺
- 最高洪水位（又稱最大可能供水位，英文簡寫CMS）：標高303.5公尺
- 滿水位面積：432公頃
- 總蓄水量：12612萬立方公尺
- 計畫有效蓄水量：12277萬6000立方公尺
- 現存有效蓄水量：11600萬立方公尺
- 計畫年運用水量：28000萬立方公尺
- 壩型：中心直立心層式滾壓土石壩
- 壩頂：標高306公尺
- 最大壩身高度：96公尺
- 壩頂長度：235公尺
- 壩頂寬度：10公尺
- 壩體體積：356萬立方公尺

## 週邊
- 新開福德祠
- 台3線
- 台13線
- 大安溪
- 舊山線
- 三義交流道

## 生態
鯉魚潭水庫境內除了有放養的鰱、草魚、烏鯇、鯉魚，也有原生的台灣石鲋、白鱎、翹嘴紅鮊、台灣石賓、粗首鱲等魚類，水庫周邊的三義山區還有一級保育類動物石虎棲息。

## 腳註
1. 1 2  . 臺灣省政府水利處編. 1997.
2. 1 2   (PDF).   [2021-06-02]. （原始内容存档 (PDF)于2020-08-10）.
3. 1 2  . 經濟部水利署中區水資源局. （原始内容存档于2019-05-02）.
4. 1 2  . 水利法規查詢系統. （原始内容存档于2020-09-29）.

## 外部連結
- 經濟部水利署全球資訊網 - 鯉魚潭水庫 （页面存档备份，存于）
- 台灣自來水公司第四區管理處 （页面存档备份，存于）
- 鯉魚潭水庫主題網 （页面存档备份，存于）
- 台灣地區主要水庫蓄水量報告表 （页面存档备份，存于）
- 台灣水庫即時水情 （页面存档备份，存于）
- 鯉魚潭水庫 - 苗栗文化觀光旅遊網 （页面存档备份，存于）
- 經濟部水利署防災資訊網 - 水庫水情 （页面存档备份，存于）